# Dendermonde
Dendermonde (en francès Termonde) és una ciutat neerlandòfona de Bèlgica situada a la regió flamenca, a la província de Flandes oriental.
La ciutat es troba a la confluència del Dender amb l'Escalda, d'aquí el seu nom, Dendermonde, que significa 'boca del Dender'. Està situada al centre del triangle que formen les ciutats de Brussel·les, Anvers i Gant (la zona més densament poblada de Bèlgica) i és el centre d'una conurbació (juntament amb Buggenhout, Hamme, Lebbeke, Lokeren, Waasmunster i Zele) d'aproximadament 170.000 habitants. El municipi té una superfície de 55,67 km² i una població, el primer d'agost del 2009, de 44.134 habitants.

## Nuclis
| #    | Nom                         | Extensió (km²) | Població 01/01/2009 |
| ---- | --------------------------- | -------------- | ------------------- |
| I    | Dendermonde                 | 8,20           | 9.214               |
| II   | Appels                      | 3,87           | 2.677               |
| III  | Baasrode                    | 8,23           | 6.058               |
| IV   | Grembergen                  | 9,92           | 6.416               |
| V    | Mespelare                   | 1,98           | 524                 |
| VI   | Oudegem                     | 7,25           | 3.967               |
| VII  | Schoonaarde                 | 5,64           | 2.163               |
| VIII | Sint-Gillis-bij-Dendermonde | 10,59          | 12.923              |

### Appels
Va deixar de ser un municipi el 1971 quan es va fusionar amb Dendermonde. En aquesta època tenia uns 2.900 habitants. És conegut per la romeria dedicada a santa Apol·lònia i pel bac per a vianants a l'Escalda cap a Berlare. És uns dels darreres bacs en aquest riu.

### Sint-Gillis-bij-Dendermonde
Va deixar de ser un municipi el 1971 quan va fusionar-se amb Dendermonde. En aquesta època tenia uns 12.708 habitants, més que la mateixa ciutat. És conegut per la seva desfilada floral Bloemencorso, que se celebra a l'inici de setembre.

### Baasrode
Va fusionar-se amb Dendermonde el 1977, aleshores tenia 6.342 habitants. El nucli de Vlassenbroek té una església gòtica tardana dedicada a santa Gertrudis.

### Grembergen
Va fusionar-se amb Dendermonde el 1977, aleshores tenia 6.100 habitants.
Llocs d'interès: l'església dedicada a Margarida d'Antioquia en estil barroc i la reserva natural del Groot Schoor.

### Mespelare
Va fusionar-se amb Dendermonde el 1977, aleshores tenia 540 habitants.
Llocs d'interès: l'església d'Aldegondis de Maubeuge del segle xiii, la vil·la espanyola Spaans Hof del 1643 i una picota del segle xvii.

### Oudegem
Va fusionar-se amb Dendermonde el 1977, aleshores tenia 3.950 habitants. Situat entre el Dender i l'Escalda, hom hi troba l'església dedicada a la Mare de Déu, del segle xiii, una masia conventual i la masia Bokkenhof, ambdues del segle xviii.

### Schoonaarde
Va fusionar-se amb Dendermonde el 1977, aleshores tenia 2.190 habitants.

## Economia
Cultiu de llavors oleaginoses, de cànem i de lli; fabricació d'olis i sabó; blanqueig de teles i teixits de cotó; adoberies, cordilleries i construcció de vaixells.

## Història

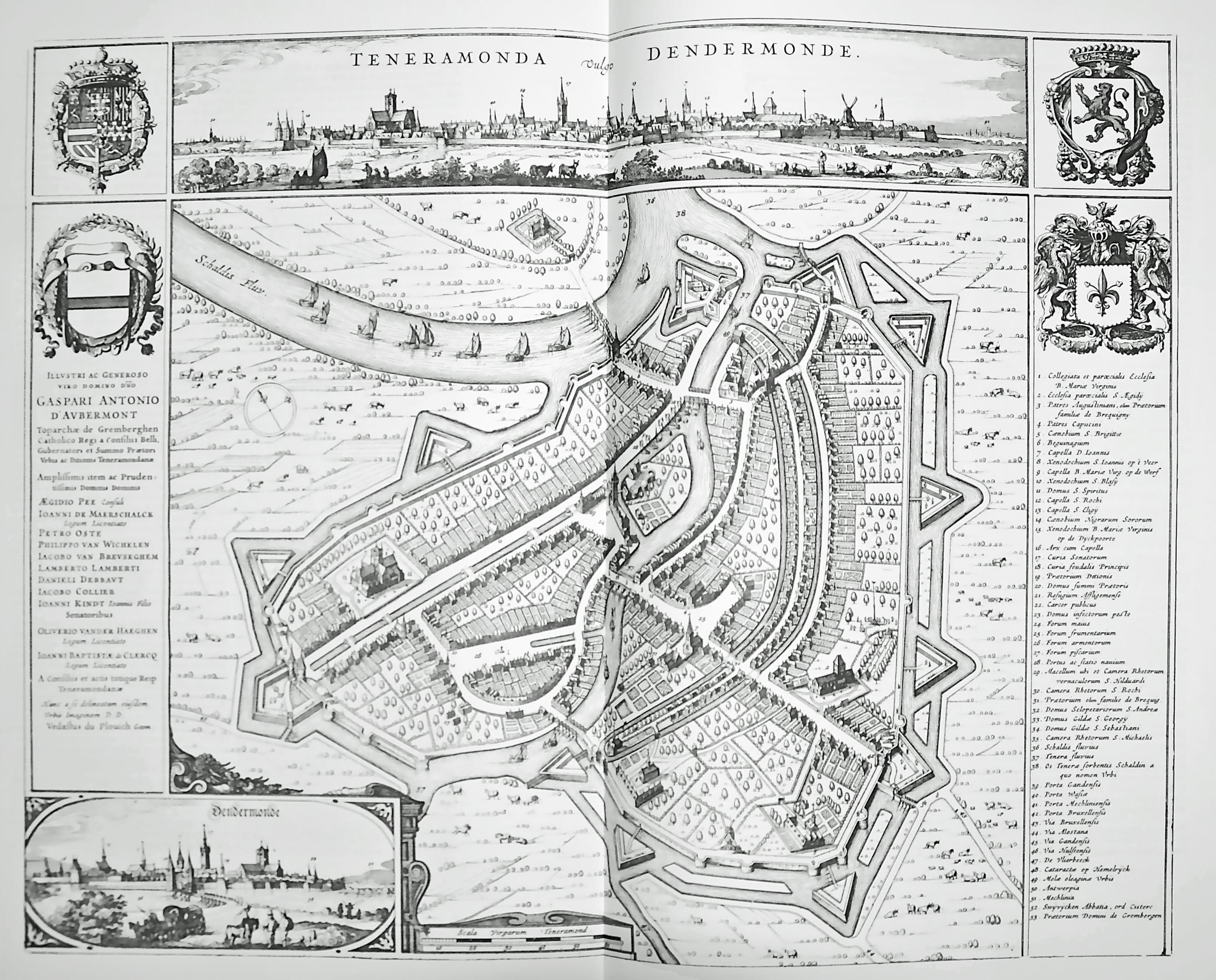
Dendermonde al 1641

Els romans establiren un camp en una altura veïna, on es trobaren diverses medalles, urnes i altres restes d'aquella època. En l'edat mitjana, Dendermonde fou cap d'un senyoriu del comtat de Flandes; després fou presa per un estratagema el 1484 per l'arxiduc Maximilian. Cent anys més tard era una important fortalesa, que Alexandre Farnese, duc de Parma, no va poder reduir sinó amb forces molt nombroses. Aquest cabdill feu construir allà una ciutadella, enderrocada més tard, el 1784, per l'emperador Joseph II.

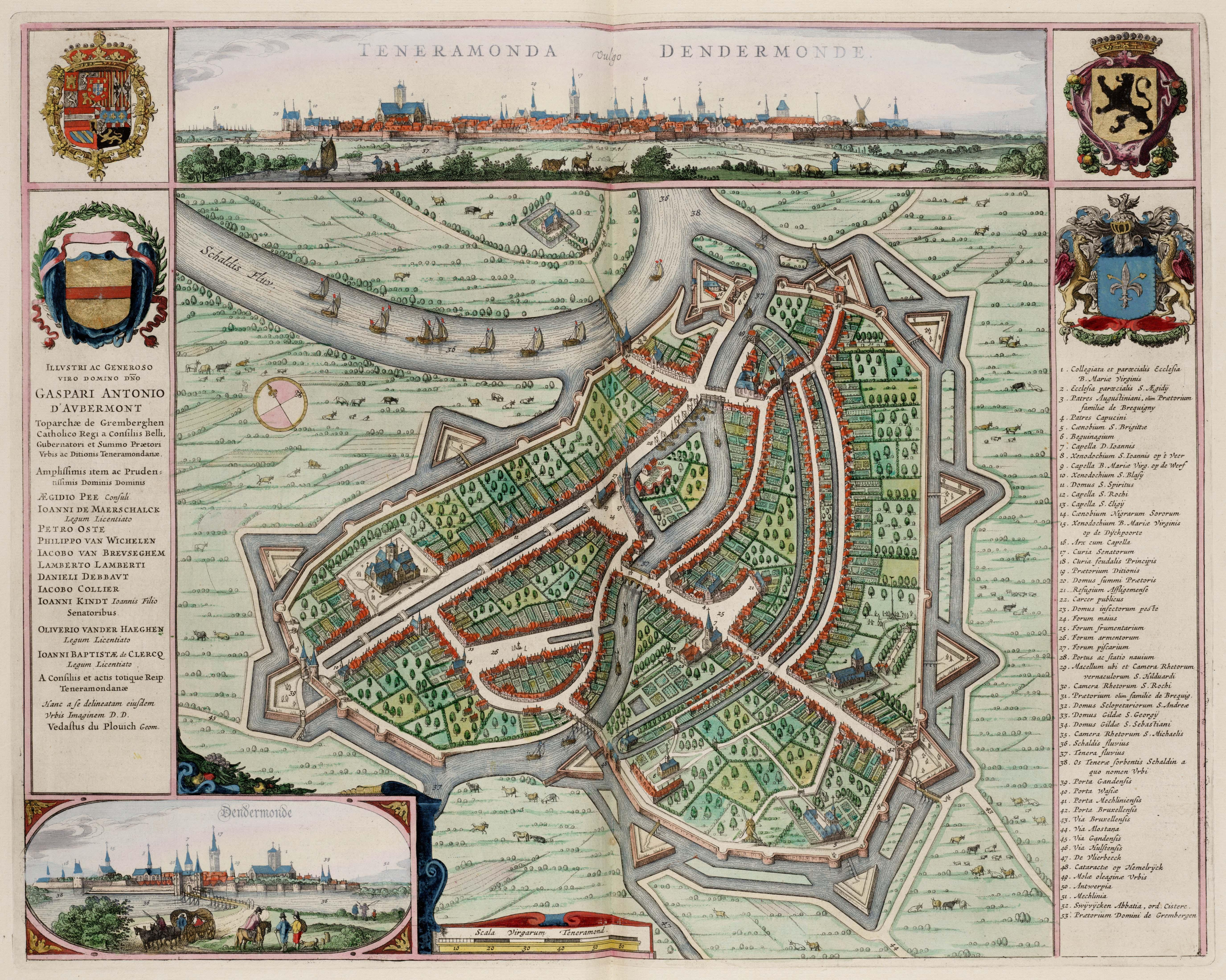
Dendermonde a l'atles de Van Loon

En l'interval, Lluís XIV l'assetjà en va (1657) amb 50.000 soldats, i es veié obligat a retrocedir davant la inundació. Els anglesos la bombardejaren i la feren capitular el 1706. El mariscal de Saxònia assolí el mateix èxit el 1745, però el tractat d'Aquisgrà de 1748 tornà Dendermonde als austríacs. Les fortificacions de Dendermonde foren reemplaçades a finals del segle xix per forts aïllats.

## Fills il·lustres
- Léon Philippe Marie de Burbure de Wesembeek (1812-1859) compositor musical i paleògraf.

## Llocs d'interès

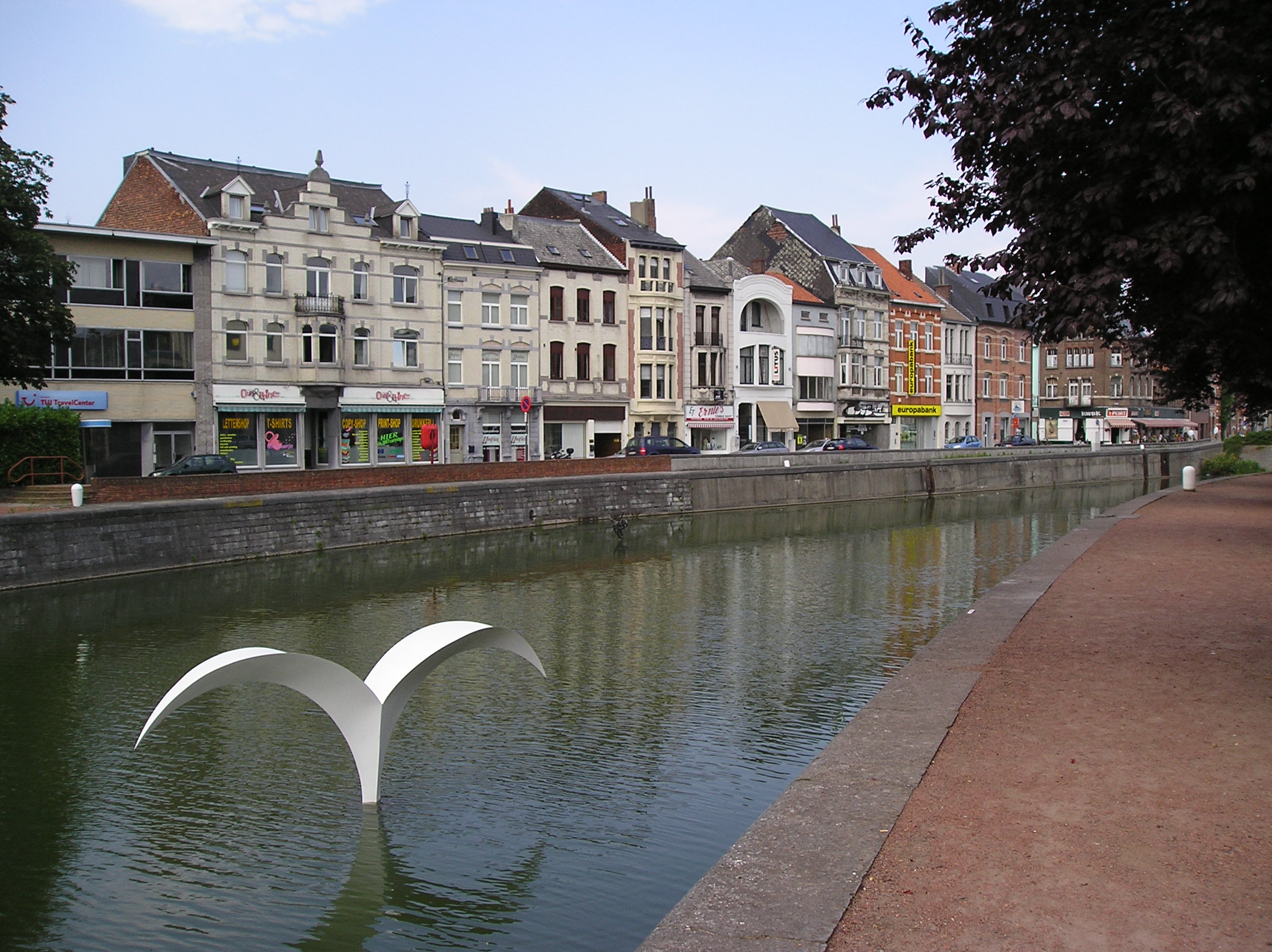
L'antic braç del Dender Oude Dender

- L'església de la Mare de Déu construïda del segle xii al XV, amb obres de Crayer, Anton van Dyck, David Teniers, escultures i baixos relleus molt notables.
- La casa de la Vila gòtica.
- L'hospital.
- La plaça del mercat.